# Методи Ананиев
Методи Ананиев е български волейболист, който играе в националния отбор на България. От есента на 2021 година е състезател на новия член на волейболната Efbet Супер Лига на България ЦСКА (София), където старши треньор е Александър Попов.

## Кратка спортна биография
Висок е 202 см и тежи 100 кг. Играч е на Левски Сиконко. Учи в НСА.
На 11 юли 2007 подписва договор с италианския тим от Серия А1 – Акуа Парадизо Габека (Монтекиари), но по-късно договорът е прекратен. През 2010 г. се състезава за италианския „Тоно Калипо“ (Вибо Валентия). През 2011 – 2013 г. е състезател на полския Индикпол АЗС УВМ (Олщин). От 2013 г. преминава във френския Рен Волей 35 (Рен). През 2014 г. се състезава за катарския Газ Саут (Нафт Ал Джануб).
През 2016 г. се завръща в Левски Бол. Известен е с прозвището си Мечката.

## Клубна кариера
- 2003 – 2007	 Левски София
- 2007 – 2008	 Габека Палаволо Монца
- 2008 – 2010	 Петрохими – Бандар Имам Хомейни, Иран
- 2010 – 2011	 Тонно Калипо (Вибо Валентия)
- 2011 – 2013 Индикпол АЗС УВМ (Олщин)
- 2013 – 2014	 Рен
- 2014 – 2015	 Пейкан (Техеран)[4]
- 2016-		 Левски Бол
- 2016 – 2017 Самалек (Гиза)
- 2017 – 2019  Лучничка (Бидгошч)
- 2019 – 2020	 ВК Добруджа (Добрич)
- 2021 - 2022	 ВК Сливнишки герой (Сливница)
- 2022 -  ЦСКА (София)